# Bundesstraße 183
Pour les articles homonymes, voir Route 183.
La Bundesstraße 183 est une Bundesstraße des Länder de Saxe, de Saxe-Anhalt et du Brandebourg.

## Histoire
Le numéro 183 est attribué dans la deuxième phase de la numérotation des routes, vers 1937. Cependant, à cette époque, la Reichsstraße 183 conduit de Torgau à Bad Liebenwerda et a une longueur de 30 km. La section de Köthen (Anhalt) à Bitterfeld est desservie par l'ancienne Reichsstraße 186, qui propose désormais un parcours différent.

## Source
- (de) Cet article est partiellement ou en totalité issu de l’article de Wikipédia en allemand intitulé « Bundesstraße 183 » (voir la liste des auteurs).

1. ↑  (de) « Die Bundes- und Reichsstraßen in Deutschland - Nr. 166 bis 327 » [archive du 18 février 2009], sur home.arcor.de (consulté le 16 juillet 2025)